# Ictinogomphus rapax
Ictinogomphus rapax – gatunek ważki z rodziny gadziogłówkowatych (Gomphidae).